# Looking for Paradise
"Looking for Paradise" é uma canção dueto do cantor espanhol Alejandro Sanz com a cantora norte-americana Alicia Keys. A canção foi o primeiro single a ser extraído do oitavo álbum de Sanz, Paraíso Express.

## Desempenho
| Tabela (2009)                         | Posição |
| ------------------------------------- | ------- |
| European Hot 100 Singles              | 80      |
| E.U. Billboard Hot Latin Songs        | 1       |
| E.U. Billboard Latin Pop Songs        | 1       |
| E.U. Billboard Tropical Songs         | 1       |
| E.U. Billboard Heatseekers Songs      | 8       |
| E.U. Billboard Bubbling Under Hot 100 | 4       |
| Venezuelan Latin Chart                | 1       |